# Puchar Top Teams w piłce siatkowej mężczyzn (2004/2005)
Puchar Top Teams 2004/2005 – 5. sezon Pucharu Top Teams rozgrywanego od 2000 roku, organizowanego przez Europejską Konfederację Piłki Siatkowej (CEV) w ramach europejskich pucharów dla męskich klubowych zespołów siatkarskich "starego kontynentu".

## System rozgrywek
- Faza kwalifikacyjna składała się z 8 turniejów. Każdy turniej składał się z rozgrywek grupowych. W każdej grupie znalazły się po 4 drużyny. Rozegrały one pomiędzy sobą po jednym spotkaniu. Zwycięzcy grup awansowali do fazy grupowej.
- W fazie grupowej drużyny podzielone zostały na 4 grupy (A, B, C i D). W każdej grupie rozstawionych zostało po 4 drużyny, które rozegrały pomiędzy sobą po dwa spotkania. Dwie najlepsze drużyny z każdej grupy awansowały do 1/4 finału.
- W 1/4 finału rozgrywano dwumecz, a jego zwycięzca awansował do turnieju finałowego.
- Turniej finałowy składał się z meczów półfinałowych, meczu o 3. miejsce oraz finału.

## Drużyny uczestniczące
- Studenti Tirana
- Azerneft Baku
- Par-Ky Menen
- HWK Homel
- Technopribor-Bieła Mohylew
- OK Kakanj
- OK Brczko
- Marek Union Ivkoni Dupnica
- OK Varaždin
- Pafiakos Pafos
- Anorthosis Famagusta
- VK Kladno
- Dukla Liberec
- Aalborg HIK
- Salon Piivolley
- Olympiakos SF Pireus
- Arona Teneryfa
- ORTEC Rotterdam.Nesselande
- Omniworld Almere
- VC Strassen
- Poliurs/Biolar Ozolnieki
- Rabotnički Fersped Skopje
- Speranța-USM Kiszyniów
- Dinamo Tyraspol
- Castêlo Maia GC
- Vitória SC
- Deltacons Tulcza
- Petrom Ploeszti
- Crvena Zvezda Belgrad
- VKP Bratysława
- Šoštanj Topolšica
- Concordia MTV Näfels
- Chênois Genewa
- Fenerbahçe
- Ziraat Bankası Ankara
- Jurydyczna akademіja Charków
- Vegyész Kazincbarcika
- Kométa Kaposvár
- Itas Diatec Trentino

## Rozgrywki
Wszystkie godziny według czasu lokalnego.

### Faza kwalifikacyjna
awans do fazy grupowej
     udział w II rundzie kwalifikacyjnej Pucharu CEV

#### Turniej 1
Miejsce:  Trydent
Tabela
| Lp. | Drużyna                    | Pkt | Mecze | Mecze | Mecze | Sety | Sety | Sety  | Małe punkty | Małe punkty | Małe punkty |
| Lp. | Drużyna                    | Pkt | M     | W     | P     | wyg. | prz. | ratio | zdob.       | str.        | ratio       |
| --- | -------------------------- | --- | ----- | ----- | ----- | ---- | ---- | ----- | ----------- | ----------- | ----------- |
| 1   | ORTEC Rotterdam.Nesselande | 6   | 3     | 3     | 0     | 9    | 1    | 9.000 | 247         | 180         | 1.372       |
| 2   | Itas Diatec Trentino       | 5   | 3     | 2     | 1     | 7    | 3    | 2.333 | 231         | 202         | 1.144       |
| 3   | Anorthosis Famagusta       | 4   | 3     | 1     | 2     | 3    | 6    | 0.500 | 179         | 207         | 0.865       |
| 4   | VC Strassen                | 3   | 3     | 0     | 3     | 0    | 9    | 0.000 | 157         | 225         | 0.698       |

Źródło: CEV (ang.)
Zasady ustalania kolejności: 1. liczba zdobytych punktów; 2. wyższy stosunek setów; 3. wyższy stosunek małych punktów.
Punktacja: zwycięstwo – 2 pkt; porażka – 1 pkt
Wyniki
| Data       | Godz. | Drużyna 1                  | Wynik | Drużyna 2                  | 1     | 2     | 3     | 4     | 5 | Widzów | *      |
| ---------- | ----- | -------------------------- | ----- | -------------------------- | ----- | ----- | ----- | ----- | - | ------ | ------ |
| 22.10.2004 | 18:00 | ORTEC Rotterdam.Nesselande | 3:0   | VC Strassen                | 25:15 | 25:10 | 25:16 |       |   | 150    | raport |
| 22.10.2004 | 20:30 | Anorthosis Famagusta       | 0:3   | Itas Diatec Trentino       | 16:25 | 16:25 | 14:25 |       |   | 1500   | raport |
| 23.10.2004 | 18:00 | ORTEC Rotterdam.Nesselande | 3:0   | Anorthosis Famagusta       | 25:20 | 25:15 | 25:23 |       |   | 150    | raport |
| 23.10.2004 | 20:30 | Itas Diatec Trentino       | 3:0   | VC Strassen                | 25:20 | 25:18 | 25:21 |       |   | 1250   | raport |
| 24.10.2004 | 15:30 | VC Strassen                | 0:3   | Anorthosis Famagusta       | 17:25 | 23:25 | 17:25 |       |   | 50     | raport |
| 24.10.2004 | 18:30 | Itas Diatec Trentino       | 1:3   | ORTEC Rotterdam.Nesselande | 17:25 | 21:25 | 25:22 | 18:25 |   | 1000   | raport |

#### Turniej 2
Miejsce:  Varaždin
Tabela
| Lp. | Drużyna      | Pkt | Mecze | Mecze | Mecze | Sety | Sety | Sety  | Małe punkty | Małe punkty | Małe punkty |
| Lp. | Drużyna      | Pkt | M     | W     | P     | wyg. | prz. | ratio | zdob.       | str.        | ratio       |
| --- | ------------ | --- | ----- | ----- | ----- | ---- | ---- | ----- | ----------- | ----------- | ----------- |
| 1   | VC Omniworld | 6   | 3     | 3     | 0     | 9    | 0    | MAX   | 225         | 178         | 1.264       |
| 2   | Par-Ky Menen | 5   | 3     | 2     | 1     | 6    | 5    | 1.200 | 247         | 218         | 1.133       |
| 3   | OK Varaždin  | 4   | 3     | 1     | 2     | 5    | 6    | 0.833 | 230         | 242         | 0.950       |
| 4   | Aalborg HIK  | 3   | 3     | 0     | 3     | 0    | 9    | 0.000 | 164         | 228         | 0.719       |

Źródło: CEV (ang.)
Zasady ustalania kolejności: 1. liczba zdobytych punktów; 2. wyższy stosunek setów; 3. wyższy stosunek małych punktów.
Punktacja: zwycięstwo – 2 pkt; porażka – 1 pkt
Wyniki
| Data       | Godz. | Drużyna 1    | Wynik | Drużyna 2    | 1     | 2     | 3     | 4     | 5    | Widzów | *      |
| ---------- | ----- | ------------ | ----- | ------------ | ----- | ----- | ----- | ----- | ---- | ------ | ------ |
| 22.10.2004 | 17:00 | Aalborg HIK  | 0:3   | VC Omniworld | 17:25 | 20:25 | 17:25 |       |      | 100    | raport |
| 22.10.2004 | 19:30 | OK Varaždin  | 2:3   | Par-Ky Menen | 18:25 | 25:23 | 20:25 | 25:18 | 6:15 | 300    | raport |
| 23.10.2004 | 17:00 | Par-Ky Menen | 0:3   | VC Omniworld | 20:25 | 23:25 | 23:25 |       |      | 50     | raport |
| 23.10.2004 | 19:30 | OK Varaždin  | 3:0   | Aalborg HIK  | 27:25 | 26:24 | 25:12 |       |      | 200    | raport |
| 24.10.2004 | 17:00 | Aalborg HIK  | 0:3   | Par-Ky Menen | 17:25 | 18:25 | 14:25 |       |      | 50     | raport |
| 24.10.2004 | 19:30 | VC Omniworld | 3:0   | OK Varaždin  | 25:19 | 25:22 | 25:17 |       |      | 280    | raport |

#### Turniej 3
Miejsce:  Liberec
Tabela
| Lp. | Drużyna                | Pkt | Mecze | Mecze | Mecze | Sety | Sety | Sety  | Małe punkty | Małe punkty | Małe punkty |
| Lp. | Drużyna                | Pkt | M     | W     | P     | wyg. | prz. | ratio | zdob.       | str.        | ratio       |
| --- | ---------------------- | --- | ----- | ----- | ----- | ---- | ---- | ----- | ----------- | ----------- | ----------- |
| 1   | VK Dukla Liberec       | 6   | 3     | 3     | 0     | 9    | 0    | MAX   | 226         | 91          | 2.484       |
| 2   | Speranța-USM Kiszyniów | 5   | 3     | 2     | 1     | 6    | 3    | 2.000 | 193         | 134         | 1.440       |
| 3   | Kométa Kaposvár SE     | 4   | 3     | 1     | 2     | 3    | 6    | 0.500 | 182         | 151         | 1.205       |
| 4   | Vitória SC             | 3   | 3     | 0     | 3     | 0    | 9    | 0.000 | 0           | 225         | 0.000       |

Źródło: CEV (ang.)
Zasady ustalania kolejności: 1. liczba zdobytych punktów; 2. wyższy stosunek setów; 3. wyższy stosunek małych punktów.
Punktacja: zwycięstwo – 2 pkt; porażka – 1 pkt
Wyniki
| Data | Godz. | Drużyna 1              | Wynik | Drużyna 2              | 1     | 2     | 3     | 4 | 5 | Widzów | *      |
| --- | ----- | ---------------------- | ----- | ---------------------- | ----- | ----- | ----- | - | - | ------ | ------ |
| 22.10.2004 | 16:00 | Kométa Kaposvár SE     | 3:0   | Vitória SC             | 25:0  | 25:0  | 25:0  |   |   | 50     | raport |
| 22.10.2004 | 20:00 | VK Dukla Liberec       | 3:0   | Speranța-USM Kiszyniów | 25:10 | 25:14 | 25:19 |   |   | 350    | raport |
| 23.10.2004 | 15:00 | Vitória SC             | 0:3   | Speranța-USM Kiszyniów | 0:25  | 0:25  | 0:25  |   |   | 50     | raport |
| 23.10.2004 | 19:00 | Kométa Kaposvár SE     | 0:3   | VK Dukla Liberec       | 24:26 | 8:25  | 16:25 |   |   | 400    | raport |
| 24.10.2004 | 14:00 | Speranța-USM Kiszyniów | 3:0   | Kométa Kaposvár SE     | 25:23 | 25:21 | 25:15 |   |   | 40     | raport |
| 24.10.2004 | 18:00 | VK Dukla Liberec       | 3:0   | Vitória SC             | 25:0  | 25:0  | 25:0  |   |   | —      | raport |
| Uwaga: Vitória SC został ukarany walkowerem we wszystkich meczach turnieju, ponieważ posiadał tylko czterech zawodników z ważnymi licencjami. |       |                        |       |                        |       |       |       |   |   |        |        |

#### Turniej 4
Miejsce:  Ploeszti
Tabela
| Lp. | Drużyna                      | Pkt | Mecze | Mecze | Mecze | Sety | Sety | Sety  | Małe punkty | Małe punkty | Małe punkty |
| Lp. | Drużyna                      | Pkt | M     | W     | P     | wyg. | prz. | ratio | zdob.       | str.        | ratio       |
| --- | ---------------------------- | --- | ----- | ----- | ----- | ---- | ---- | ----- | ----------- | ----------- | ----------- |
| 1   | Petrom Ploeszti              | 6   | 3     | 3     | 0     | 9    | 2    | 4.500 | 263         | 236         | 1.114       |
| 2   | Jurydyczna akademіja Charków | 5   | 3     | 2     | 1     | 8    | 5    | 1.600 | 288         | 258         | 1.116       |
| 3   | Poliurs/Biolar Ozolnieki     | 4   | 3     | 1     | 2     | 5    | 6    | 0.833 | 237         | 251         | 0.944       |
| 4   | OK Kakanj                    | 3   | 3     | 0     | 3     | 0    | 9    | 0.000 | 197         | 240         | 0.821       |

Źródło: CEV (ang.)
Zasady ustalania kolejności: 1. liczba zdobytych punktów; 2. wyższy stosunek setów; 3. wyższy stosunek małych punktów.
Punktacja: zwycięstwo – 2 pkt; porażka – 1 pkt
Wyniki
| Data       | Godz. | Drużyna 1                    | Wynik | Drużyna 2                    | 1     | 2     | 3     | 4     | 5     | Widzów | *      |
| ---------- | ----- | ---------------------------- | ----- | ---------------------------- | ----- | ----- | ----- | ----- | ----- | ------ | ------ |
| 22.10.2004 | 16:30 | Jurydyczna akademіja Charków | 3:2   | Poliurs/Biolar Ozolnieki     | 20:25 | 25:23 | 25:16 | 21:25 | 15:11 | 200    | raport |
| 22.10.2004 | 19:00 | OK Kakanj                    | 0:3   | Petrom Ploeszti              | 19:25 | 33:35 | 20:25 |       |       | 400    | raport |
| 23.10.2004 | 16:30 | OK Kakanj                    | 0:3   | Jurydyczna akademіja Charków | 18:25 | 14:25 | 24:26 |       |       | 300    | raport |
| 23.10.2004 | 19:00 | Poliurs/Biolar Ozolnieki     | 0:3   | Petrom Ploeszti              | 16:25 | 18:25 | 24:26 |       |       | 400    | raport |
| 24.10.2004 | 16:30 | Poliurs/Biolar Ozolnieki     | 3:0   | OK Kakanj                    | 27:25 | 27:25 | 25:19 |       |       |        | raport |
| 24.10.2004 | 19:00 | Petrom Ploeszti              | 3:2   | Jurydyczna akademіja Charków | 15:25 | 25:22 | 21:25 | 25:20 | 16:14 |        | raport |

#### Turniej 5
Miejsce:  Homel
Tabela
| Lp. | Drużyna              | Pkt | Mecze | Mecze | Mecze | Sety | Sety | Sety  | Małe punkty | Małe punkty | Małe punkty |
| Lp. | Drużyna              | Pkt | M     | W     | P     | wyg. | prz. | ratio | zdob.       | str.        | ratio       |
| --- | -------------------- | --- | ----- | ----- | ----- | ---- | ---- | ----- | ----------- | ----------- | ----------- |
| 1   | Fenerbahçe           | 6   | 3     | 3     | 0     | 9    | 2    | 4.500 | 260         | 214         | 1.215       |
| 2   | HWK Homel            | 5   | 3     | 2     | 1     | 8    | 5    | 1.600 | 270         | 273         | 0.989       |
| 3   | Salon Piivolley      | 4   | 3     | 1     | 2     | 5    | 6    | 0.833 | 243         | 230         | 1.057       |
| 4   | HAOK Mladost Zagrzeb | 3   | 3     | 0     | 3     | 0    | 9    | 0.000 | 169         | 225         | 0.751       |

Źródło: CEV (ang.)
Zasady ustalania kolejności: 1. liczba zdobytych punktów; 2. wyższy stosunek setów; 3. wyższy stosunek małych punktów.
Punktacja: zwycięstwo – 2 pkt; porażka – 1 pkt
Wyniki
| Data       | Godz. | Drużyna 1            | Wynik | Drużyna 2            | 1     | 2     | 3     | 4     | 5     | Widzów | *      |
| ---------- | ----- | -------------------- | ----- | -------------------- | ----- | ----- | ----- | ----- | ----- | ------ | ------ |
| 22.10.2004 | 17:00 | HWK Homel            | 2:3   | Fenerbahçe           | 17:25 | 21:25 | 25:21 | 25:23 | 11:15 | 1150   | raport |
| 22.10.2004 | 19:30 | Salon Piivolley      | 3:0   | HAOK Mladost Zagrzeb | 25:19 | 25:21 | 25:18 |       |       | 900    | raport |
| 23.10.2004 | 16:00 | HWK Homel            | 3:2   | Salon Piivolley      | 26:24 | 15:25 | 15:25 | 25:23 | 15:11 | 1070   | raport |
| 23.10.2004 | 18:30 | Fenerbahçe           | 3:0   | HAOK Mladost Zagrzeb | 25:17 | 25:22 | 25:16 |       |       | 705    | raport |
| 24.10.2004 | 16:00 | Salon Piivolley      | 0:3   | Fenerbahçe           | 18:25 | 18:25 | 24:26 |       |       | 710    | raport |
| 24.10.2004 | 18:30 | HAOK Mladost Zagrzeb | 0:3   | HWK Homel            | 15:25 | 22:25 | 19:25 |       |       | 1145   | raport |

#### Turniej 6
Miejsce:  Bratysława
Tabela
| Lp. | Drużyna                   | Pkt | Mecze | Mecze | Mecze | Sety | Sety | Sety  | Małe punkty | Małe punkty | Małe punkty |
| Lp. | Drużyna                   | Pkt | M     | W     | P     | wyg. | prz. | ratio | zdob.       | str.        | ratio       |
| --- | ------------------------- | --- | ----- | ----- | ----- | ---- | ---- | ----- | ----------- | ----------- | ----------- |
| 1   | VKP Bratislava            | 5   | 3     | 2     | 1     | 8    | 3    | 2.667 | 254         | 208         | 1.221       |
| 2   | Crvena zvezda Belgrad     | 5   | 3     | 2     | 1     | 8    | 5    | 1.600 | 282         | 252         | 1.119       |
| 3   | Chênois Genève Volleyball | 5   | 3     | 2     | 1     | 6    | 6    | 1.000 | 248         | 255         | 0.973       |
| 4   | Dinamo Tyraspol           | 3   | 3     | 0     | 3     | 1    | 9    | 0.111 | 176         | 245         | 0.718       |

Źródło: CEV (ang.)
Zasady ustalania kolejności: 1. liczba zdobytych punktów; 2. wyższy stosunek setów; 3. wyższy stosunek małych punktów.
Punktacja: zwycięstwo – 2 pkt; porażka – 1 pkt
Wyniki
| Data       | Godz. | Drużyna 1                 | Wynik | Drużyna 2                 | 1     | 2     | 3     | 4     | 5     | Widzów | *      |
| ---------- | ----- | ------------------------- | ----- | ------------------------- | ----- | ----- | ----- | ----- | ----- | ------ | ------ |
| 22.10.2004 | 17:00 | Chênois Genève Volleyball | 3:2   | Crvena zvezda Belgrad     | 25:21 | 18:25 | 15:25 | 25:22 | 15:7  | 200    | raport |
| 22.10.2004 | 19:30 | VKP Bratislava            | 3:0   | Dinamo Tyraspol           | 25:15 | 25:15 | 25:16 |       |       | 550    | raport |
| 23.10.2004 | 16:00 | Dinamo Tyraspol           | 0:3   | Crvena zvezda Belgrad     | 14:25 | 20:25 | 16:25 |       |       | 50     | raport |
| 23.10.2004 | 18:30 | VKP Bratislava            | 3:0   | Chênois Genève Volleyball | 25:18 | 25:18 | 25:19 |       |       | 600    | raport |
| 24.10.2004 | 16:00 | Chênois Genève Volleyball | 3:1   | Dinamo Tyraspol           | 20:25 | 25:18 | 25:17 | 25:20 |       | 50     | raport |
| 24.10.2004 | 18:30 | Crvena zvezda Belgrad     | 3:2   | VKP Bratislava            | 22:25 | 26:24 | 25:18 | 19:25 | 15:12 | 700    | raport |

#### Turniej 7
Miejsce:  Brczko
Tabela
| Lp. | Drużyna                    | Pkt | Mecze | Mecze | Mecze | Sety | Sety | Sety  | Małe punkty | Małe punkty | Małe punkty |
| Lp. | Drużyna                    | Pkt | M     | W     | P     | wyg. | prz. | ratio | zdob.       | str.        | ratio       |
| --- | -------------------------- | --- | ----- | ----- | ----- | ---- | ---- | ----- | ----------- | ----------- | ----------- |
| 1   | Olympiakos SFP             | 6   | 3     | 3     | 0     | 9    | 0    | MAX   | 225         | 159         | 1.415       |
| 2   | OK Brčko                   | 4   | 3     | 1     | 2     | 5    | 7    | 0.714 | 252         | 263         | 0.958       |
| 3   | Pafiakos Pafos             | 4   | 3     | 1     | 2     | 4    | 7    | 0.571 | 230         | 260         | 0.885       |
| 4   | Rabotniczki Fersped Skopje | 4   | 3     | 1     | 2     | 4    | 8    | 0.500 | 244         | 269         | 0.907       |

Źródło: CEV (ang.)
Zasady ustalania kolejności: 1. liczba zdobytych punktów; 2. wyższy stosunek setów; 3. wyższy stosunek małych punktów.
Punktacja: zwycięstwo – 2 pkt; porażka – 1 pkt
Wyniki
| Data       | Godz. | Drużyna 1                  | Wynik | Drużyna 2                  | 1     | 2     | 3     | 4     | 5     | Widzów | *      |
| ---------- | ----- | -------------------------- | ----- | -------------------------- | ----- | ----- | ----- | ----- | ----- | ------ | ------ |
| 22.10.2004 | 17:00 | Rabotniczki Fersped Skopje | 0:3   | Olympiakos SFP             | 19:25 | 15:25 | 12:25 |       |       | 500    | raport |
| 22.10.2004 | 20:00 | OK Brčko                   | 3:1   | Pafiakos Pafos             | 25:17 | 25:21 | 19:25 | 25:18 |       | 1000   | raport |
| 23.10.2004 | 17:30 | Pafiakos Pafos             | 0:3   | Olympiakos SFP             | 19:25 | 21:25 | 16:25 |       |       | 200    | raport |
| 23.10.2004 | 20:00 | OK Brčko                   | 2:3   | Rabotniczki Fersped Skopje | 25:23 | 25:19 | 20:25 | 18:25 | 13:15 | 1000   | raport |
| 24.10.2004 | 17:30 | Olympiakos SFP             | 3:0   | OK Brčko                   | 25:22 | 25:13 | 25:22 |       |       | 700    | raport |
| 24.10.2004 | 20:00 | Rabotniczki Fersped Skopje | 1:3   | Pafiakos Pafos             | 25:18 | 22:25 | 21:25 | 23:25 |       |        | raport |

#### Turniej 8
Miejsce:  Tirana
Tabela
| Lp. | Drużyna                    | Pkt | Mecze | Mecze | Mecze | Sety | Sety | Sety  | Małe punkty | Małe punkty | Małe punkty |
| Lp. | Drużyna                    | Pkt | M     | W     | P     | wyg. | prz. | ratio | zdob.       | str.        | ratio       |
| --- | -------------------------- | --- | ----- | ----- | ----- | ---- | ---- | ----- | ----------- | ----------- | ----------- |
| 1   | Ziraat Bankası             | 6   | 3     | 3     | 0     | 9    | 0    | MAX   | 225         | 174         | 1.293       |
| 2   | Technopribor-Bieła Mohylew | 5   | 3     | 2     | 1     | 6    | 5    | 1.200 | 245         | 235         | 1.043       |
| 3   | Studenti Tirana            | 4   | 3     | 1     | 2     | 5    | 6    | 0.833 | 231         | 234         | 0.987       |
| 4   | Azerneft Baku              | 3   | 3     | 0     | 3     | 0    | 9    | 0.000 | 167         | 225         | 0.742       |

Źródło: CEV (ang.)
Zasady ustalania kolejności: 1. liczba zdobytych punktów; 2. wyższy stosunek setów; 3. wyższy stosunek małych punktów.
Punktacja: zwycięstwo – 2 pkt; porażka – 1 pkt
Wyniki
| Data       | Godz. | Drużyna 1                  | Wynik | Drużyna 2                  | 1     | 2     | 3     | 4     | 5    | Widzów | *      |
| ---------- | ----- | -------------------------- | ----- | -------------------------- | ----- | ----- | ----- | ----- | ---- | ------ | ------ |
| 22.10.2004 | 16:00 | Azerneft Baku              | 0:3   | Ziraat Bankası             | 20:25 | 17:25 | 16:25 |       |      | 1500   | raport |
| 22.10.2004 | 18:00 | Studenti Tirana            | 2:3   | Technopribor-Bieła Mohylew | 20:25 | 25:22 | 19:25 | 25:21 | 8:15 | 1800   | raport |
| 23.10.2004 | 16:00 | Technopribor-Bieła Mohylew | 0:3   | Ziraat Bankası             | 23:25 | 17:25 | 22:25 |       |      | 1200   | raport |
| 23.10.2004 | 18:00 | Studenti Tirana            | 3:0   | Azerneft Baku              | 25:13 | 25:19 | 25:19 |       |      | 1600   | raport |
| 24.10.2004 | 16:00 | Azerneft Baku              | 0:3   | Technopribor-Bieła Mohylew | 22:25 | 19:25 | 22:25 |       |      | 200    | raport |
| 24.10.2004 | 18:00 | Ziraat Bankası             | 3:0   | Studenti Tirana            | 25:20 | 25:22 | 25:17 |       |      | 1500   | raport |

### Faza grupowa
awans do ćwierćfinału

#### Grupa A
Tabela
| Lp. | Drużyna              | Pkt | Mecze | Mecze | Mecze | Sety | Sety | Sety   | Małe punkty | Małe punkty | Małe punkty |
| Lp. | Drużyna              | Pkt | M     | W     | P     | wyg. | prz. | ratio  | zdob.       | str.        | ratio       |
| --- | -------------------- | --- | ----- | ----- | ----- | ---- | ---- | ------ | ----------- | ----------- | ----------- |
| 1   | Olympiakos SFP       | 12  | 6     | 6     | 0     | 18   | 1    | 18.000 | 484         | 397         | 1.219       |
| 2   | Fenerbahçe           | 9   | 6     | 3     | 3     | 10   | 13   | 0.769  | 521         | 531         | 0.981       |
| 3   | Šoštanj Topolšica    | 8   | 6     | 2     | 4     | 8    | 13   | 0.615  | 461         | 514         | 0.897       |
| 4   | Concordia MTV Näfels | 7   | 6     | 1     | 5     | 7    | 16   | 0.438  | 516         | 540         | 0.956       |

Źródło: CEV (ang.)
Zasady ustalania kolejności: 1. liczba zdobytych punktów; 2. wyższy stosunek setów; 3. wyższy stosunek małych punktów.
Punktacja: zwycięstwo – 2 pkt; porażka – 1 pkt
Wyniki
| Data       | Godz.  | Drużyna 1            | Wynik | Drużyna 2            | 1     | 2     | 3     | 4     | 5     | Widzów | *      |
| ---------- | ------ | -------------------- | ----- | -------------------- | ----- | ----- | ----- | ----- | ----- | ------ | ------ |
| 10.11.2004 | 20:00  | Concordia MTV Näfels | 0:3   | Olympiakos SFP       | 20:25 | 21:25 | 20:25 |       |       | 800    | raport |
| 10.11.2004 | 19:00  | Fenerbahçe           | 3:1   | Šoštanj Topolšica    | 25:13 | 23:25 | 25:22 | 25:16 |       | 2000   | raport |
| 17.11.2004 | 20:00  | Šoštanj Topolšica    | 3:1   | Concordia MTV Näfels | 25:22 | 29:27 | 22:25 | 25:22 |       | 320    | raport |
| 17.11.2004 | 18:30  | Olympiakos SFP       | 3:0   | Fenerbahçe           | 25:21 | 30:28 | 25:18 |       |       | 200    | raport |
| 24.11.2004 | 20:00  | Concordia MTV Näfels | 2:3   | Fenerbahçe           | 25:18 | 23:25 | 18:25 | 25:23 | 14:16 | 650    | raport |
| 24.11.2004 | 18:30  | Olympiakos SFP       | 3:0   | Šoštanj Topolšica    | 25:23 | 25:19 | 25:16 |       |       | 250    | raport |
| 01.12.2004 | 19:00  | Fenerbahçe           | 3:1   | Concordia MTV Näfels | 25:23 | 25:22 | 15:25 | 25:21 |       | 3000   | raport |
| 02.12.2004 | 20:00  | Šoštanj Topolšica    | 0:3   | Olympiakos SFP       | 22:25 | 19:25 | 18:25 |       |       | 600    | raport |
| 08.12.2004 | 18:00  | Fenerbahçe           | 1:3   | Olympiakos SFP       | 28:30 | 22:25 | 26:24 | 21:25 |       | 500    | raport |
| 08.12.2004 | 20:00  | Concordia MTV Näfels | 3:1   | Šoštanj Topolšica    | 34:32 | 25:17 | 24:26 | 25:17 |       | 400    | raport |
| 15.12.2004 | 20:00  | Šoštanj Topolšica    | 3:0   | Fenerbahçe           | 25:22 | 25:17 | 25:23 |       |       | 450    | raport |
| 15.12.2004 | 18/;30 | Olympiakos SFP       | 3:0   | Concordia MTV Näfels | 25:15 | 25:18 | 25:22 |       |       | 150    | raport |

#### Grupa B
Tabela
| Lp. | Drużyna                  | Pkt | Mecze | Mecze | Mecze | Sety | Sety | Sety  | Małe punkty | Małe punkty | Małe punkty |
| Lp. | Drużyna                  | Pkt | M     | W     | P     | wyg. | prz. | ratio | zdob.       | str.        | ratio       |
| --- | ------------------------ | --- | ----- | ----- | ----- | ---- | ---- | ----- | ----------- | ----------- | ----------- |
| 1   | VC Omniworld             | 12  | 6     | 6     | 0     | 18   | 5    | 3.600 | 553         | 474         | 1.167       |
| 2   | Castêlo da Maia GC       | 9   | 6     | 3     | 3     | 11   | 11   | 1.000 | 504         | 492         | 1.024       |
| 3   | VKP Bratislava           | 8   | 6     | 2     | 4     | 11   | 14   | 0.786 | 535         | 564         | 0.949       |
| 4   | Vegyész RC Kazincbarcika | 7   | 6     | 1     | 5     | 7    | 17   | 0.412 | 491         | 553         | 0.888       |

Źródło: CEV (ang.)
Zasady ustalania kolejności: 1. liczba zdobytych punktów; 2. wyższy stosunek setów; 3. wyższy stosunek małych punktów.
Punktacja: zwycięstwo – 2 pkt; porażka – 1 pkt
Wyniki
| Data       | Godz. | Drużyna 1                | Wynik | Drużyna 2                | 1     | 2     | 3     | 4     | 5    | Widzów | *      |
| ---------- | ----- | ------------------------ | ----- | ------------------------ | ----- | ----- | ----- | ----- | ---- | ------ | ------ |
| 10.11.2004 | 17:30 | Vegyész RC Kazincbarcika | 0:3   | VC Omniworld             | 24:26 | 20:25 | 19:25 |       |      | 550    | raport |
| 10.11.2004 | 20:30 | Castêlo da Maia GC       | 3:0   | VKP Bratislava           | 25:22 | 25:18 | 25:22 |       |      | 400    | raport |
| 16.11.2004 | 20:00 | VC Omniworld             | 3:0   | Castêlo da Maia GC       | 28:26 | 25:21 | 27:25 |       |      |        | raport |
| 17.11.2004 | 17:00 | VKP Bratislava           | 3:1   | Vegyész RC Kazincbarcika | 25:22 | 25:19 | 25:27 | 25:20 |      | 800    | raport |
| 24.11.2004 | 17:30 | Vegyész RC Kazincbarcika | 2:3   | Castêlo da Maia GC       | 25:21 | 19:25 | 19:25 | 25:22 | 9:15 | 600    | raport |
| 24.11.2004 | 20:00 | VC Omniworld             | 3:1   | VKP Bratislava           | 25:14 | 23:25 | 25:23 | 25:19 |      | 360    | raport |
| 30.11.2004 | 18:00 | VKP Bratislava           | 2:3   | VC Omniworld             | 18:25 | 19:25 | 25:21 | 25:21 | 9:15 | 800    | raport |
| 01.12.2004 | 18:00 | Castêlo da Maia GC       | 3:0   | Vegyész RC Kazincbarcika | 25:20 | 25:22 | 25:17 |       |      | 300    | raport |
| 08.12.2004 | 17:30 | Vegyész RC Kazincbarcika | 3:2   | VKP Bratislava           | 25:21 | 20:25 | 23:25 | 25:18 | 15:9 | 450    | raport |
| 08.12.2004 | 18:00 | Castêlo da Maia GC       | 1:3   | VC Omniworld             | 24:26 | 25:20 | 16:25 | 21:25 |      |        | raport |
| 15.12.2004 | 18:00 | VKP Bratislava           | 3:1   | Castêlo da Maia GC       | 23:25 | 25:21 | 25:21 | 25:21 |      | 500    | raport |
| 15.12.2004 | 20:00 | VC Omniworld             | 3:1   | Vegyész RC Kazincbarcika | 25:17 | 21:25 | 25:18 | 25:16 |      | 500    | raport |

#### Grupa C
Tabela
| Lp. | Drużyna                     | Pkt | Mecze | Mecze | Mecze | Sety | Sety | Sety  | Małe punkty | Małe punkty | Małe punkty |
| Lp. | Drużyna                     | Pkt | M     | W     | P     | wyg. | prz. | ratio | zdob.       | str.        | ratio       |
| --- | --------------------------- | --- | ----- | ----- | ----- | ---- | ---- | ----- | ----------- | ----------- | ----------- |
| 1   | ORTEC Rotterdam.Nesselande  | 11  | 6     | 5     | 1     | 15   | 5    | 3.000 | 493         | 437         | 1.128       |
| 2   | VK Kladno                   | 10  | 6     | 4     | 2     | 12   | 7    | 1.714 | 455         | 421         | 1.081       |
| 3   | Petrom Ploeszti             | 8   | 6     | 2     | 4     | 7    | 13   | 0.538 | 439         | 452         | 0.971       |
| 4   | Marek Junion-Iwkoni Dupnica | 7   | 6     | 1     | 5     | 6    | 15   | 0.400 | 433         | 510         | 0.849       |

Źródło: CEV (ang.)
Zasady ustalania kolejności: 1. liczba zdobytych punktów; 2. wyższy stosunek setów; 3. wyższy stosunek małych punktów.
Punktacja: zwycięstwo – 2 pkt; porażka – 1 pkt
Wyniki
| Data       | Godz. | Drużyna 1                   | Wynik | Drużyna 2                   | 1     | 2     | 3     | 4     | 5 | Widzów | *      |
| ---------- | ----- | --------------------------- | ----- | --------------------------- | ----- | ----- | ----- | ----- | - | ------ | ------ |
| 09.11.2004 | 20:30 | ORTEC Rotterdam.Nesselande  | 3:0   | Petrom Ploeszti             | 25:21 | 25:19 | 25:15 |       |   | 450    | raport |
| 10.11.2004 | 18:00 | VK Kladno                   | 3:0   | Marek Junion-Iwkoni Dupnica | 25:22 | 25:15 | 25:21 |       |   | 600    | raport |
| 16.11.2004 | 20:30 | ORTEC Rotterdam.Nesselande  | 3:0   | Marek Junion-Iwkoni Dupnica | 25:23 | 29:27 | 25:9  |       |   | 500    | raport |
| 17.11.2004 | 17:00 | Petrom Ploeszti             | 3:0   | VK Kladno                   | 25:21 | 25:20 | 25:23 |       |   | 500    | raport |
| 23.11.2004 | 18:00 | Marek Junion-Iwkoni Dupnica | 3:0   | Petrom Ploeszti             | 25:23 | 25:22 | 25:22 |       |   | 700    | raport |
| 24.11.2004 | 18:00 | VK Kladno                   | 3:0   | ORTEC Rotterdam.Nesselande  | 30:28 | 25:20 | 25:19 |       |   | 640    | raport |
| 01.12.2004 | 17:00 | Petrom Ploeszti             | 3:1   | Marek Junion-Iwkoni Dupnica | 25:12 | 25:19 | 21:25 | 25:9  |   | 600    | raport |
| 30.11.2004 | 20:30 | ORTEC Rotterdam.Nesselande  | 3:0   | VK Kladno                   | 25:22 | 26:24 | 25:20 |       |   | 350    | raport |
| 07.12.2004 | 18:00 | Marek Junion-Iwkoni Dupnica | 1:3   | ORTEC Rotterdam.Nesselande  | 27:29 | 25:19 | 19:25 | 21:25 |   | 800    | raport |
| 08.12.2004 | 18:00 | VK Kladno                   | 3:0   | Petrom Ploeszti             | 25:23 | 25:21 | 25:17 |       |   | 500    | raport |
| 15.12.2004 | 20:00 | Petrom Ploeszti             | 1:3   | ORTEC Rotterdam.Nesselande  | 21:25 | 21:25 | 25:23 | 18:25 |   | 800    | raport |
| 15.12.2004 | 18:00 | Marek Junion-Iwkoni Dupnica | 1:3   | VK Kladno                   | 19:25 | 25:20 | 22:25 | 18:25 |   | 350    | raport |

#### Grupa D
Tabela
| Lp. | Drużyna          | Pkt | Mecze | Mecze | Mecze | Sety | Sety | Sety  | Małe punkty | Małe punkty | Małe punkty |
| Lp. | Drużyna          | Pkt | M     | W     | P     | wyg. | prz. | ratio | zdob.       | str.        | ratio       |
| --- | ---------------- | --- | ----- | ----- | ----- | ---- | ---- | ----- | ----------- | ----------- | ----------- |
| 1   | VK Dukla Liberec | 10  | 6     | 4     | 2     | 15   | 8    | 1.875 | 531         | 510         | 1.041       |
| 2   | Ziraat Bankası   | 9   | 6     | 3     | 3     | 12   | 11   | 1.091 | 522         | 493         | 1.059       |
| 3   | Arona Teneryfa   | 9   | 6     | 3     | 3     | 12   | 12   | 1.000 | 566         | 539         | 1.050       |
| 4   | Deltacons Tulcza | 8   | 6     | 2     | 4     | 7    | 15   | 0.467 | 444         | 521         | 0.852       |

Źródło: CEV (ang.)
Zasady ustalania kolejności: 1. liczba zdobytych punktów; 2. wyższy stosunek setów; 3. wyższy stosunek małych punktów.
Punktacja: zwycięstwo – 2 pkt; porażka – 1 pkt
Wyniki
| Data       | Godz. | Drużyna 1        | Wynik | Drużyna 2        | 1     | 2     | 3     | 4     | 5     | Widzów | *      |
| ---------- | ----- | ---------------- | ----- | ---------------- | ----- | ----- | ----- | ----- | ----- | ------ | ------ |
| 10.11.2004 | 16:30 | Deltacons Tulcza | 3:2   | Ziraat Bankası   | 25:20 | 30:28 | 13:25 | 13:25 | 15:10 | 1000   | raport |
| 10.11.2004 | 19:00 | Arona Teneryfa   | 3:2   | VK Dukla Liberec | 25:22 | 23:25 | 31:33 | 25:19 | 15:8  | 250    | raport |
| 17.11.2004 | 18:00 | VK Dukla Liberec | 3:0   | Deltacons Tulcza | 25:17 | 25:16 | 25:23 |       |       | 600    | raport |
| 17.11.2004 | 19:00 | Ziraat Bankası   | 3:1   | Arona Teneryfa   | 25:22 | 25:23 | 26:28 | 25:19 |       | 200    | raport |
| 24.11.2004 | 16:30 | Deltacons Tulcza | 3:1   | Arona Teneryfa   | 25:23 | 25:21 | 20:25 | 25:22 |       | 1500   | raport |
| 24.11.2004 | 19:00 | Ziraat Bankası   | 3:1   | VK Dukla Liberec | 20:25 | 25:15 | 25:20 | 25:16 |       | 600    | raport |
| 01.12.2004 | 18:00 | VK Dukla Liberec | 3:0   | Ziraat Bankası   | 25:22 | 25:22 | 25:20 |       |       | 480    | raport |
| 01.12.2004 | 19:00 | Arona Teneryfa   | 3:0   | Deltacons Tulcza | 25:17 | 25:23 | 25:16 |       |       | 200    | raport |
| 08.12.2004 | 16:30 | Deltacons Tulcza | 1:3   | VK Dukla Liberec | 19:25 | 23:25 | 25:22 | 20:25 |       | 850    | raport |
| 09.12.2004 | 19:00 | Arona Teneryfa   | 3:1   | Ziraat Bankası   | 23:25 | 25:14 | 27:25 | 25:15 |       | 200    | raport |
| 15.12.2004 | 18:00 | VK Dukla Liberec | 3:1   | Arona Teneryfa   | 25:22 | 26:28 | 25:19 | 25:20 |       | 550    | raport |
| 15.12.2004 | 19:00 | Ziraat Bankası   | 3:0   | Deltacons Tulcza | 25:15 | 25:19 | 25:20 |       |       | 750    | raport |

### Ćwierćfinały
| Data                                 | Godz. | Drużyna 1                  | Wynik | Drużyna 2          | 1     | 2     | 3     | 4     | 5     | Małe punkty | Widzów | *      |
| ------------------------------------ | ----- | -------------------------- | ----- | ------------------ | ----- | ----- | ----- | ----- | ----- | ----------- | ------ | ------ |
| 04.01.2005                           | 20:30 | ORTEC Rotterdam.Nesselande | 3:1   | Castêlo da Maia GC | 25:18 | 31:33 | 25:22 | 25:20 |       |             | 900    | raport |
| 12.01.2005                           | 20:30 | ORTEC Rotterdam.Nesselande | 3:0   | Castêlo da Maia GC | 25:23 | 25:21 | 25:22 |       |       |             | raport |        |
| 06.01.2005                           | 18:00 | VK Kladno                  | 2:3   | VC Omniworld       | 25:23 | 23:25 | 25:27 | 25:17 | 12:15 |             | 850    | raport |
| 12.01.2005                           | 19:30 | VK Kladno                  | 1:3   | VC Omniworld       | 25:22 | 22:25 | 21:25 | 13:25 |       | 900         | raport |        |
| 05.01.2005                           | 18:00 | VK Dukla Liberec           | 3:0   | Fenerbahçe         | 25:17 | 25:21 | 25:23 |       |       |             | 800    | raport |
| 12.01.2005                           | 18:30 | VK Dukla Liberec           | 3:0   | Fenerbahçe         | 25:23 | 25:23 | 25:19 |       |       | 500         | raport |        |
| 05.01.2005                           | 18:30 | Olympiakos SFP             | 3:0   | Ziraat Bankası     | 25:20 | 27:25 | 25:23 |       |       |             | 800    | raport |
| 12.01.2005                           | 16:00 | Olympiakos SFP             | 3:0   | Ziraat Bankası     | 25:22 | 25:21 | 26:24 |       |       | 850         | raport |        |
| Po lewej gospodarz pierwszego meczu. |       |                            |       |                    |       |       |       |       |       |             |        |        |

### Turniej finałowy
Miejsce: Hala Pokoju i Przyjaźni,  Pireus

#### Półfinały
| Data       | Godz. | Drużyna 1                  | Wynik | Drużyna 2      | 1     | 2     | 3     | 4 | 5 | Widzów | *      |
| ---------- | ----- | -------------------------- | ----- | -------------- | ----- | ----- | ----- | - | - | ------ | ------ |
| 11.03.2005 | 18:30 | ORTEC Rotterdam.Nesselande | 3:0   | VC Omniworld   | 25:19 | 25:20 | 25:23 |   |   | 900    | raport |
| 11.03.2005 | 21:00 | VK Dukla Liberec           | 0:3   | Olympiakos SFP | 22:25 | 17:25 | 20:25 |   |   | 6400   | raport |

#### Mecz o 3. miejsce
| Data       | Godz. | Drużyna 1    | Wynik | Drużyna 2        | 1     | 2     | 3     | 4     | 5    | Widzów | *      |
| ---------- | ----- | ------------ | ----- | ---------------- | ----- | ----- | ----- | ----- | ---- | ------ | ------ |
| 12.03.2005 | 16:00 | VC Omniworld | 2:3   | VK Dukla Liberec | 20:25 | 27:25 | 25:20 | 17:25 | 6:15 | 9000   | raport |

#### Finał
| Data       | Godz. | Drużyna 1                  | Wynik | Drużyna 2      | 1     | 2     | 3     | 4 | 5 | Widzów | *      |
| ---------- | ----- | -------------------------- | ----- | -------------- | ----- | ----- | ----- | - | - | ------ | ------ |
| 12.03.2005 | 18:00 | ORTEC Rotterdam.Nesselande | 0:3   | Olympiakos SFP | 23:25 | 18:25 | 23:25 |   |   | 12000  | raport |

## Klasyfikacja końcowa
| Miejsce | Drużyna                    |
| ------- | -------------------------- |
| 1.      | Olympiakos SFP             |
| 2.      | ORTEC Rotterdam.Nesselande |
| 3.      | VK Dukla Liberec           |
| 4.      | VC Omniworld               |